# Diplazium velatinum
Diplazium velatinum là một loài dương xỉ trong họ Athyriaceae. Loài này được Maxon & C.V. Morton mô tả khoa học đầu tiên..
Danh pháp khoa học của loài này chưa được làm sáng tỏ. 